# Stare Juchy
Stare Juchy (Duits: Alt Jucha; 1929-1938: Jucha; 1938-1945: Fließdorf) is een dorp in het Poolse woiwodschap Ermland-Mazurië, in het district Ełcki. De plaats maakt deel uit van de gemeente Stare Juchy en telt 1800 inwoners.

## Verkeer en vervoer
- Station Stare Juchy